# Жабай
Жаба́й (каз. Жабай) — село у складі Цілиноградського району Акмолинської області Казахстану. Входить до складу Софієвського сільського округу.
Населення — 60 осіб (2021; 69 осіб (2009; 49 у 1999, 103 у 1989).
Національний склад станом на 1989 рік:
- росіяни — 28 %;
- німці — 23 %;
- казахи — 22 %.

До 2018 року село називалось Міновка.